# Mario Capanna
Pour les articles homonymes, voir Capanna.
Mario Capanna, né le 10 janvier 1945 à Città di Castello, est un homme politique et écrivain italien, membre de Démocratie prolétarienne (DP).

## Biographie
Mario Capanna a été, à la fin des années 1960, l'un des principaux dirigeants des mouvements de contestation au sein de la jeunesse italienne. Après avoir terminé ses études de philosophie, il continue de militer à l'extrême gauche, et rejoint en 1976 le Parti d'unité prolétarienne pour le communisme (PdUP). En 1978, il participe à la scission de l'aile gauche du PdUP et à la constitution en parti politique de la coalition Démocratie prolétarienne. En juin 1979, il est élu député européen, sous les couleurs de Démocratie prolétarienne, lors des première élections du Parlement européen. En 1983, il est élu à la chambre des députés.
Secrétaire national de Démocratie prolétarienne à partir de 1982, Mario Capanna y dirige également la tendance « écolo-pacifiste ». En 1987, il est remplacé au secrétariat national par Giovanni Russo Spena, l'un des principaux chefs de l'aile « ouvriériste » de Démocratie prolétarienne. Mario Capanna et ses proches, qui souhaitent la constitution d'un « pôle rouge-vert », font alors scission et créent une nouvelle formation de sensibilité écologiste, Les Verts Arc-en-ciel, qui rejoint ensuite la Fédération des Verts. À compter des années 1990, Mario Capanna n'occupe plus de position dirigeante dans un parti politique ; il continue cependant de militer pour la défense de l'environnement et s'est porté candidat à diverses élections. Écrivain, il a publié divers essais depuis 1988.